# Karl Fischer (Politiker, 1871)

Karl Fischer

Karl Fischer (* 18. April 1871 in Meißenheim; † 2. Mai 1931 ebenda) war ein deutscher Politiker (DNVP).

## Leben und Wirken
Karl Fischer wurde 1871 als Sohn des Landwirtes Johann Wilhelm Fischer (1838–1919) und dessen Frau Eva Kapp (1842–1906) geboren. Er hatte einen Bruder, Johann Wilhelm, und eine Schwester, Eva. 
Nach dem Besuch der Volksschule in Meißenheim wurde er zum Landwirt ausgebildet. In den Jahren 1890 bis 1892 gehörte Fischer einem badischen Regiment als Unteroffizier an.
1896 heiratete er Katharina Anselm (1877–1949). Aus der Ehe gingen fünf Kinder hervor: Katharina, Karl Arthur sowie drei weitere Kinder, die kurz nach der Geburt starben.
Von 1908 bis wenigstens 1920 amtierte Fischer als Bürgermeister von Meißenheim.
1913 zog er als Abgeordneter in das badische Abgeordnetenhaus ein.
Nach dem Ersten Weltkrieg wurde Fischer Mitglied der Deutschnationalen Volkspartei (DNVP), für die er von Juni 1920 bis Mai 1924 als Abgeordneter des Wahlkreises 35 (Baden) im ersten Reichstag der Weimarer Republik saß. Daneben gehörte er von 1921 bis 1925 dem badischen Landtag an.